# KIM-1

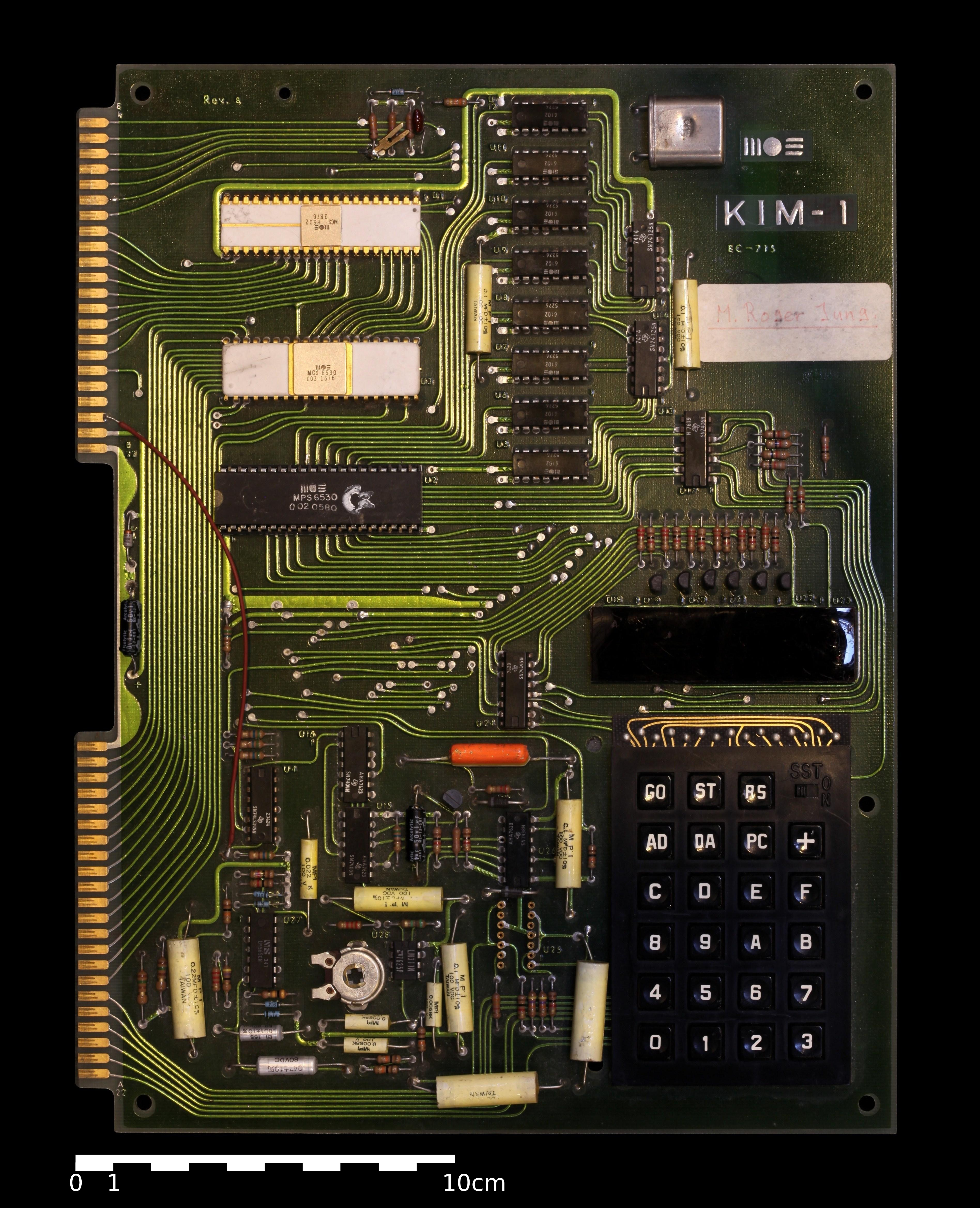
MOS KIM-1. Utställd på Musée Bolo, École polytechnique fédérale de Lausanne.

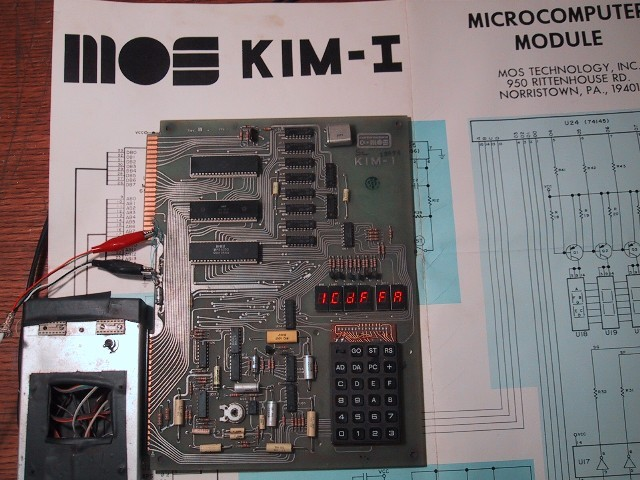
KIM-1 datorn under användning

KIM-1, en förkortning för Keyboard Input Monitor (Tangentbords-inmatnings-visning), var en 6502-baserad enkortsdator utvecklad och producerad av MOS Technology och lanserad 1976.
Datorn designades av Chuck Peddle.
Kort efter lanseringen av KIM-1 förvärvades MOS Technology av Commodore. Produktionen av KIM-1 fortsatte fortfarande under Commodores märke innan den upphörde. Chuck Peddle började sedan arbeta på en dator som skulle bli en utökad version av KIM-1, med vidareutvecklad hårdvara och mjukvara, inklusive ett inbyggt tangentbord, en diskettenhet och en skärm. Commodore PET, som datorn skulle heta, lanserades 1977.